# Sóc Trăng (Ort)
Sóc Trăng ist eine Stadt in Vietnam. Es ist die Hauptstadt der gleichnamigen Provinz Sóc Trăng. Die Stadt hat rund 174.000 Einwohner.

## Administrative Gliederung
Sóc Trăng ist in zehn Stadtbezirke eingeteilt, die von 1 bis 10 durchnummeriert sind. Die Stadt grenzt an Long Phú im Nordosten, Mỹ Xuyên im Süden, Châu Thành im Westen und Mỹ Tú im Nordwesten. Alternative Namen der Stadt sind Sók Trăng, Khánh Hồng und Khánh Hưng.

## Bevölkerung
Neben Kinh gibt es eine chinesische (Hoa) und eine Khmer-Minderheit.

## Bauwerke
50 der 200 Pagoden in der Provinz Sóc Trăng befinden sich in der Stadt. Zu den bekanntesten gehören die Chùa Dơi der Khmer und die Chùa Đất Sét.

## Verkehr
Mit Ho-Chi-Minh-Stadt, Cần Thơ, Cà Mau und weiteren Städten ist Sóc Trăng durch die Nationalstraße 1 verbunden. In diese Städte gibt es auch regelmäßige Busverbindungen. Der nächste Flughafen ist Cần Thơ.

## Persönlichkeiten
- Philipp Rösler (* 1973), deutscher Politiker (FDP), ehemaliger Vizekanzler
- K-ICM (* 1999), vietnamesischer Musikproduzent und DJ